# Cyclone Biparjoy
 (juin 2023).
La tempête cyclonique extrêmement sévère Biparjoy est un puissant cyclone tropical qui est apparu au centre-est de la mer d'Oman et qui a atteint les côtes près de la frontière indo-pakistanaise. Troisième dépression météorologique et deuxième tempête cyclonique de la saison cyclonique 2023 du nord de l'océan Indien, Biparjoy est née d'une dépression qui a été répertoriée pour la première fois par le Département météorologique indien (IMD) le 6 juin, avant de s'intensifier en tempête cyclonique. Le cyclone s'est progressivement affaibli en raison d'une convection profonde et intense. Biparjoy a accéléré vers le nord-est, s'accentuant, pour devenir un cyclone tropical de catégorie 3 et une tempête cyclonique extrêmement sévère.
Le 12 juin, l'IMD a émis des alertes aux autorités locales du Gujarat, les encourageant à se préparer à d'éventuelles évacuations. Les habitants des zones côtières ont été invités à rester chez eux à l'approche de la tempête. Le gouvernement du Gujarat a réagi en envoyant des équipes d'intervention en cas de catastrophe au niveau national et au niveau de l'État dans les zones touchées. 81 000 personnes ont été évacuées de la côte sud-est du Pakistan. Au moins 23 personnes ont été blessées et 4 600 villages ont été touchés par des coupures d'électricité en Inde. La mort de 12 personnes a été confirmée.

## Évolution météorologique
Le 1er juin, le service météorologique indien (IMD) a commencé à surveiller le potentiel de développement cyclonique dans la mer d'Oman. Une circulation cyclonique s'est formée au-dessus de la mer d'Oman le 5 juin . Le même jour, une zone dépressionnaire s'est formée sous la circulation cyclonique. Le lendemain, elle s'est considérablement intensifiée, se transformant en une dépression.
Le Joint Typhoon Warning Center (JTWC) a émis une alerte de formation de cyclone tropical sur le système. L'IMD a rehaussé la dépression en dépression profonde, puis en tempête cyclonique. Elle a reçu le nom de Biparjoy. Le JTWC a ensuite émis des avis sur le système et l'a classé comme cyclone tropical 02A. Six heures plus tard, alors que sa convection évoluait en un couvert central dense (CDO) avec un œil naissant, Biparjoy s'est progressivement renforcé, enregistrant des vents de 130 km/h équivalents dans l'échelle de Saffir Simpson à ceux d'un ouragan de catégorie 1.
Le 7 juin à 0 h UTC, l'IMD a rehaussé le système à tempête cyclonique sévère avec des vents de 100 km/h sur 10 minutes. Le sommet des nuages de Biparjoy s'est réchauffé et le mouvement convectif s'est effondré, ce qui a provoqué une divergence au niveau supérieur de la tempête et l'a réduit en diamètre. Biparjoy a été reclassé en tempête cyclonique très sévère à 6 h UTC, équivalent à la catégorie 2 sur l'échelle de Saffir-Simpson,.
Le développement a ensuite été inhibé en raison d'un cisaillement modéré du vent en altitude et la convection profonde ayant été déplacée de son centre. Le cyclone s'est alors progressivement affaibli avant de reprendre de la vigueur de manière inattendue pour devenir un cyclone de catégorie 3 le 11 juin. Biparjoy a atteint son intensité maximale en tant que tempête cyclonique extrêmement sévère, avec des vents soutenus maximums de 165 km/h sur 3 minutes.
Le cisaillement a diminué et l'organisation convective ainsi que son diamètre ont ensuite augmenté. La formation de bandes de précipitations est devenu de plus en plus évidente sur les images satellites le long de la périphérie sud. Biparjoy s'est progressivement affaibli avec des bandes convectives sur le demi-cercle nord. La structure du cyclone s'est rapidement détériorée à mesure que la convection devenait asymétrique. Il a touché terre le 16 juin près de Naliya, en Inde, avec des vents soutenus de 95 km/h,.
Peu après la frappe sur terre du cyclone, le JTWC a cessé d'émettre des avertissements sur le système. Le cyclone s'est affaibli rapidement en dépression résiduelle et l'IMD a aussi cessé ses avis sur le système le 19 juin.

## Préparatifs

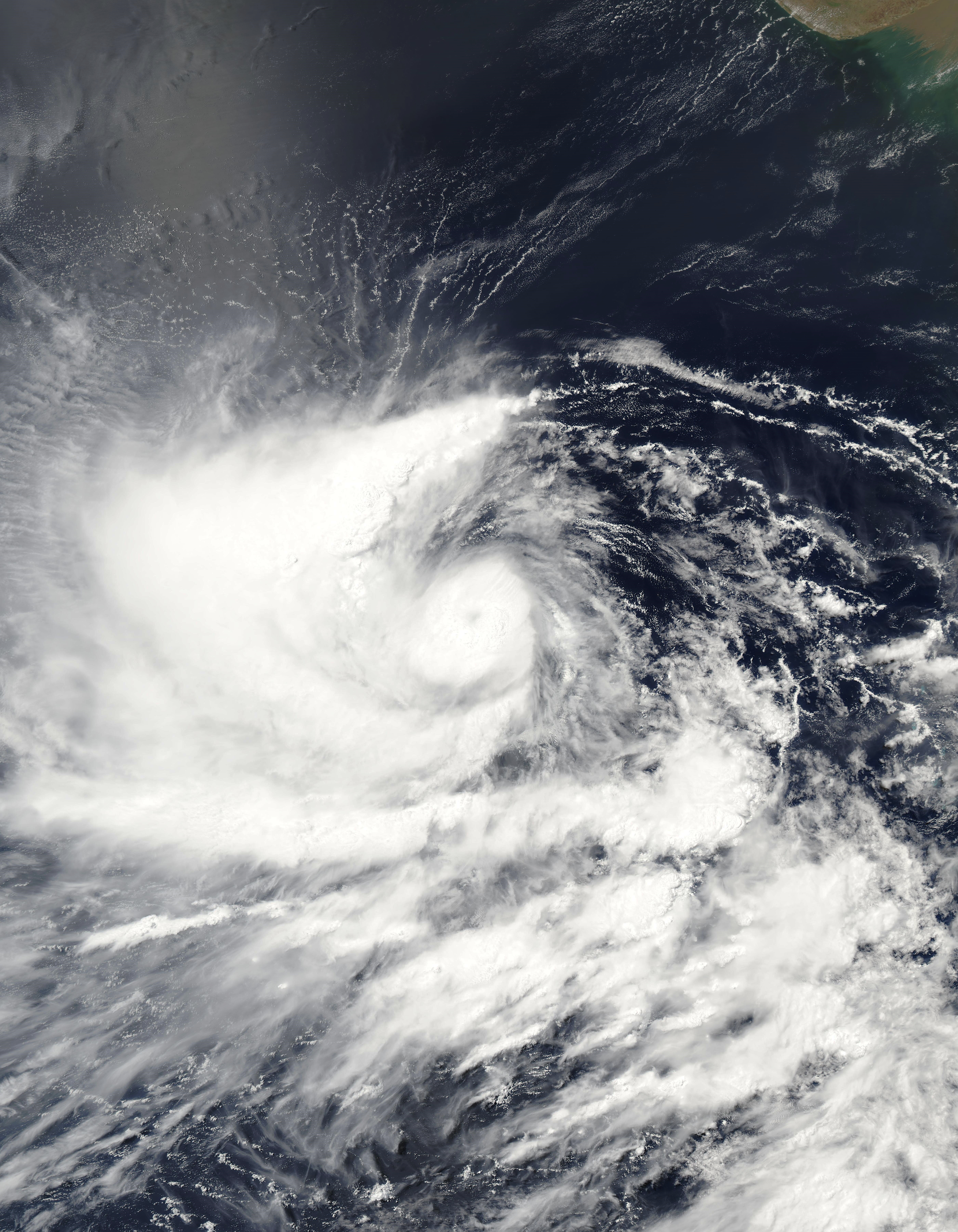
La tempête cyclonique très sévère Biparjoy le 7 juin.

### Pakistan
Afin d'atténuer les effets potentiels du cyclone Biparjoy, les autorités et les parties prenantes, en particulier l'Autorité provinciale de gestion des catastrophes (PDMA), ont pris des mesures proactives. Des réunions avec les parties prenantes ont été organisées pour créer des plans de coordination des préparations. Les autorités compétentes ont été chargées par le PDMA d'identifier les zones à haut risque, de lancer des campagnes de sensibilisation du public, d'élaborer des plans d'évacuation et d'assurer que le processus se déroule en toute sécurité pour les habitants des zones côtières exposées. Les autorités ont retiré les panneaux d'affichage et les enseignes présents à Karachi et ont conseillé l'évacuation volontaire des quartiers résidentiels côtiers.
Ce sont pas moins de 81 000 personnes qui ont été évacuées de la côte sud-est et les autorités ont établi 75 camps de secours dans les écoles pour les aider. Le bureau météorologique a prévu de fortes pluies et des vents violents pour les districts de Karachi, Hyderabad, Badin, Tando Allahyar, Umerkot, Mirpurkhas, Tharparkar, Mithi Shaheed Benazirabad et Sanghar. Les zones susceptibles d'être touchées comprenaient les districts de Thatta, Badin, Sajawal, Tharparkar, Karachi, Mirpurkhas, Umerkot, Hyderabad, Tando Allah Yar Khan et Tando Mohammad Khan. On estime qu'environ 9 000 ménages (environ 55 000 personnes) qui risquaient d'être directement impactés. Des vents et poussières généralisés, des orages et de fortes pluies étaient attendus principalement dans les districts du Sindh,.

### Inde
Le service météorologique indien (IMD) a lancé des alertes aux autorités locales du Gujarat le 12 juin, leur demandant de se préparer à d'éventuelles évacuations. Les habitants des régions côtières ont été invités à rester chez eux à l'approche du cyclone. Le gouvernement du Gujarat a pris des mesures en déployant des équipes d'intervention en cas de catastrophe au niveau national et au niveau de l'État dans les zones vulnérables. Outre le Gujarat, le cyclone devait provoquer des précipitations dans plusieurs autres États situés le long des côtes occidentales et méridionales de l'Inde. Le service météorologique a prédit de fortes averses dans certaines régions du Maharashtra, du Karnataka et de Goa,
Selon les autorités de l'État du Gujarat, 94 000 personnes ont été évacuées en toute sécurité des régions côtières. Le bureau météorologique a émis des avertissements concernant les risques de pannes d'électricité et d'inondations dans la région. Les services ferroviaires ont été suspendus et les opérations dans les principaux ports de Kandla et Mundra ont été interrompues. Par ailleurs, les garde-côtes indiens ont procédé à l'évacuation de 50 travailleurs d'une plate-forme pétrolière située au large de la côte du Gujarat. Les autorités ont conseillé à la population de ne pas se rendre sur les plages et aux pêcheurs de ne pas s'aventurer en mer. Dans un rayon de 0 à 10 km de la plage de Mandvi, les autorités ont procédé à l'évacuation de tous les résidents. Les efforts d'évacuation ont été soutenus par des équipes de l'armée, de la marine et des forces de secours nationales et d'État. Pendant le cyclone, 1 206 femmes enceintes ont été transférées en toute sécurité dans différents hôpitaux et centres de santé et de bien-être des zones touchées, 707 d'entre elles ont accouché.

## Conséquences

### Inde
Les zones côtières du Gujarat ont connu de fortes pluies et des vents violents, entraînant la mort de trois personnes dans les districts de Kutch et Rajkot. Des arbres ont été déracinés et un mur s'est effondré en raison des conditions météorologiques extrêmes. De plus, à Kutch, de fortes vagues ont emporté des tentes situées sur la plage de Mandvi. Alors que le cyclone s'approchait de la côte, la région de Dwarka a connu des marées hautes. L'État voisin du Maharashtra a également connu de fortes pluies et un onde de tempête. Quatre garçons qui avaient disparu après s'être aventurés dans la mer d'Oman près de la région de Juhu à Mumbai, ont été retrouvés morts. Au total, 23 personnes ont été blessées et 4 600 villages ont été affectées par des pannes de courant. Cinq personnes sont également décédées au Rajasthan.